# Adonis distorta
Adonis distorta là một loài thực vật có hoa trong họ Mao lương. Loài này được Ten. mô tả khoa học đầu tiên năm 1830.